# Gold Coast (Australien)
Gold Coast er den sjettestørste by i Australien og den næststørste i staten Queensland med sine 638.090 indbyggere (2016). Byen er beliggende 66 kilometer syd-sydøst for Brisbane og lige nord for grænsen til New South Wales.
Området omkring Gold Coast var stort set uden europæiske bosættere, da den opdagelsesrejsende John Oxley gik i land ved Mermaid Beach i 1823. Baglandets røde cedertræer tiltrak mennesker til området midt i det 19. århundrede, men først i 1875 blev Southport grundlagt og fik ry for at være et afsides feriested for velhavere fra Brisbane.
Gold Coast regionen voksede betydeligt efter åbningen af Surfers Paradise hotellet i slutningen af 1920'erne. I 1980'erne boomede området i takt med en kraftigt voksende turisme. I 1994 blev lokalregeringsområdet City of Gold Coast udvidet til at omfatte størstedelen af Gold Coasts metropolområde. City of Gold Coast blev dermed det næststørste lokalregeringsområde målt på indbyggertal i hele Australien efter City of Brisbane.
Byen har tilnavnet Glitter Strip, og er i dag en stor turistdestination med det solrige subtropiske klima, de vidtstrakte surf-strande, en skyline med mange skyskrabere, forlystelsesparker, natteliv og regnskov i baglandet. Gold Coast er centrum for underholdningsindustrien i Australien med TV-produktioner og en større film- og musikindustri. Byen bliver af nogle kaldt "Australiens Hollywood". Gold Coast var vært for Commonwealth Games 2018.

## Historie
Løjtnant James Cook var den første Europæer ved Gold Coast, da han sejlede langs kysten 16. maj 1770 i HMS Endeavour. Kaptajn Matthew Flinders, som kortlagde kysten nord for den nye koloni i New South Wales, sejlede forbi i 1802. Området omkring Gold Coast var stort set uden europæiske bosættere, da den opdagelsesrejsende John Oxley gik i land ved Mermaid Beach i 1823. Stedet fik sit navn, fordi Oxley havde set et skib med navnet Mermaid kort forinden. I 1820'erne og 1830'erne gemte undvegne straffefanger fra Moreton Bay-bosættelsen sig i området. Baglandets røde cedertræer tiltrak mennesker til området midt i det 19. århundrede.
En række små bebyggelser skød op langs kysten og i baglandet. Den vestlige forstad Nerang blev opmålt og grundlagt i 1870 til industri. I 1873 var Burleigh Heads også blevet opmålt og salg af grunde var begyndt. I 1875 blev den lille bebyggelse ved udmundingen af Nerang River, kendt som Nerang Heads eller Nerang Creek Heads, opmålt og omdøbt til Southport med de første grunde til salg with the first land sales scheduled to take place in Beenleigh. Southport fik hurtigt ry som et feriested for velhavere fra Brisbane.
I 1925 åbnede Jim Cavill Surfers Paradise Hotel i Elston. I 1933 blev Elston omdøbt til Surfers Paradise.
Gold Coast blev oprindeligt kaldt South Coast (Sydkysten, fordi det lå syd for Brisbane). Stærkt stigende priser på huse, varer og serviceydelser førte til øgenavnet "Gold Coast" (Guldkysten) fra 1950. De lokale anså det i starten for at være nedsættende, men "Gold Coast" blev hurtigt en nem måde at referere til feriområdet mellem Southport og Coolangatta. Lokalregeringsområdet Town of South Coast blev dannet ved en sammenlægning af Town of Coolangatta og Town of Southport og kystområderne (som Burleigh Heads) fra Shire of Nerang 17. juni 1949 med det resultat, at hele den nuværende Gold Coast kystlinje lå i ét lokalregeringsområde. Samtidig med at turistindustrien voksede i 1950'erne begyndte lokale forretningsdrivende at bruge Gold Coast i deres navne, og 23. oktober 1958 blev Town of South Coast omdøbt til Town of Gold Coast. Området fik status som "city" mindre end et år senere 16. maj 1959. I 1995 blev Albert Shire indlemmet i City of Gold Coast.
I 2007 overgik Gold Coasts indbyggertal for første gang Newcastle i New South Wales, og blev hermed den sjettestørste by i Australien og den største, der ikke er hovedby i en delstat.

## Geografi
Omkring halvdelen af lokalregeringsområdet City of Gold Coast er dækket af forskellige typer skov. Heriblandt små stykker med næsten urørt regnskov, mangrove-dækkede øer, hedeområder langs kysten og landbrugsland med eukalyptus-skov. Af de fyrretræsplantager, der blev plantet i 1950'erne og 1960'erne af skattemæssige årsager, er der kun få rester tilbage.
Gold Coast ligger i det sydøstlige hjørne af Queensland, syd for delstatshovedbyen Brisbane. Albert River adskiller lokalregeringsområdet fra Logan City, som er en forstad til Brisbane.
City of Gold Coast City strækker sig omkring 56 km fra Logan River og South Stradbroke Island i nord til grænsen til New South Wales i syd og fra Stillehavet i øst til foden af bjergkæden Great Dividing Range og Lamington National Park, som er på UNESCO's Verdensarvsliste.

Den sydligste by er Coolangatta med Point Danger og dets fyrtårn. Coolangatta er tvillingeby med Tweed Heads, som ligger på den anden side af grænsen til New South Wales. Det er Queenslands østligste punkt (Point Lookout på øen North Stradbroke er lidt længere mod øst). Fra Coolangatta er der omkring 40 km med feriesteder og surf-strande til forstaden Main Beach i nord og herfra videre på South Stradbroke Island.
 Southport og Surfers Paradise udgør Gold Coasts kommercielle center. Den største flod i området er Nerang River. En stor del af landet mellem kyststriben og baglandet var vådområder, som blev afvandet af floden, men sumpene er blevet drænet med et tæt netværk af kanaler (i alt mere end 260 km) og kunstige øer , som er bebygget med dyre huse. Den tæt bebyggede kyststribe ligger på en sandbanke mellem kanalområdet og havet.
Mod vest år lokalregeringsområdet til Great Dividing Range, som her også bliver kaldt Gold Coasts bagland. 206 km2 af bjergkæden udgøres af Lamington National Park, som er på UNESCO's Verdensarvsliste på grunde af dens "enestående geologiske fænomener som skjoldvulkankratre og et stort antal sjældne og truede regnskovsarter". Området er populært blandt vandrere og dagturister.

### Klima
Gold Coast har et fugtigt subtropikisk klima (Köppens klimaklassifikation Cfa) med milde vintre og varme, fugtige somre. Byen har en betydelig mængde nedbør om sommeren, hovedsageligt i form af kraftige tordenbyger, som kan præge vejret i op til nogle få uger ad gangen. Vinteren er tør og ganske varm. Det er det behagelig vintervejr, Gold Coast er kendt for. Den laveste temperatur målt ved vejrstationen Gold Coast Seaway er 2,5 °C 19. juli 2007, og den højeste er 40,5 °C 22. februar 2005, men byen sjældent har temperaturer over 35 °C om sommeren og under 5 °C om vinteren. Den gennemsnitlige havtemperatur ved Surfers Paradise svinger fra 21,5 °C i juli og august til 27,1 °C i februar.
| Klimadata for Gold Coast Seaway (temperaturer: 1992–2016; nedbør: 1994–2016) | Klimadata for Gold Coast Seaway (temperaturer: 1992–2016; nedbør: 1994–2016) | Klimadata for Gold Coast Seaway (temperaturer: 1992–2016; nedbør: 1994–2016) | Klimadata for Gold Coast Seaway (temperaturer: 1992–2016; nedbør: 1994–2016) | Klimadata for Gold Coast Seaway (temperaturer: 1992–2016; nedbør: 1994–2016) | Klimadata for Gold Coast Seaway (temperaturer: 1992–2016; nedbør: 1994–2016) | Klimadata for Gold Coast Seaway (temperaturer: 1992–2016; nedbør: 1994–2016) | Klimadata for Gold Coast Seaway (temperaturer: 1992–2016; nedbør: 1994–2016) | Klimadata for Gold Coast Seaway (temperaturer: 1992–2016; nedbør: 1994–2016) | Klimadata for Gold Coast Seaway (temperaturer: 1992–2016; nedbør: 1994–2016) | Klimadata for Gold Coast Seaway (temperaturer: 1992–2016; nedbør: 1994–2016) | Klimadata for Gold Coast Seaway (temperaturer: 1992–2016; nedbør: 1994–2016) | Klimadata for Gold Coast Seaway (temperaturer: 1992–2016; nedbør: 1994–2016) | Klimadata for Gold Coast Seaway (temperaturer: 1992–2016; nedbør: 1994–2016) |
| Måned                                                                        | Jan                                                                          | Feb                                                                          | Mar                                                                          | Apr                                                                          | Maj                                                                          | Jun                                                                          | Jul                                                                          | Aug                                                                          | Sep                                                                          | Okt                                                                          | Nov                                                                          | Dec                                                                          | År                                                                           |
| ---------------------------------------------------------------------------- | ---------------------------------------------------------------------------- | ---------------------------------------------------------------------------- | ---------------------------------------------------------------------------- | ---------------------------------------------------------------------------- | ---------------------------------------------------------------------------- | ---------------------------------------------------------------------------- | ---------------------------------------------------------------------------- | ---------------------------------------------------------------------------- | ---------------------------------------------------------------------------- | ---------------------------------------------------------------------------- | ---------------------------------------------------------------------------- | ---------------------------------------------------------------------------- | ---------------------------------------------------------------------------- |
| Rekord maks                                                                  | 38,5                                                                         | 40,5                                                                         | 36,3                                                                         | 33,3                                                                         | 29,4                                                                         | 27,1                                                                         | 26,8                                                                         | 32,4                                                                         | 33,0                                                                         | 36,8                                                                         | 35,5                                                                         | 39,4                                                                         | 40,5                                                                         |
| Maks °C                                                                      | 28,7                                                                         | 28,6                                                                         | 27,9                                                                         | 25,9                                                                         | 23,6                                                                         | 21,3                                                                         | 21,1                                                                         | 21,9                                                                         | 23,9                                                                         | 25,4                                                                         | 26,8                                                                         | 27,8                                                                         | 25,24                                                                        |
| Min °C                                                                       | 21,8                                                                         | 21,8                                                                         | 20,8                                                                         | 18,3                                                                         | 15,4                                                                         | 13,2                                                                         | 12,0                                                                         | 12,5                                                                         | 14,8                                                                         | 16,9                                                                         | 19,0                                                                         | 20,5                                                                         | 17,25                                                                        |
| Rekord min °C                                                                | 17,2                                                                         | 17,2                                                                         | 13,4                                                                         | 8,9                                                                          | 6,6                                                                          | 3,8                                                                          | 2,5                                                                          | 4,2                                                                          | 7,9                                                                          | 9,5                                                                          | 8,2                                                                          | 14,7                                                                         | 2,5                                                                          |
| Nedbør mm                                                                    | 136,6                                                                        | 172,3                                                                        | 108,9                                                                        | 133,0                                                                        | 107,5                                                                        | 119,4                                                                        | 50,1                                                                         | 61,4                                                                         | 44,3                                                                         | 88,6                                                                         | 117,5                                                                        | 136,2                                                                        | 1.275,8                                                                      |
| Dage med nedbør                                                              | 14,2                                                                         | 14,6                                                                         | 15,1                                                                         | 12,0                                                                         | 11,6                                                                         | 10,9                                                                         | 8,5                                                                          | 7,1                                                                          | 8,7                                                                          | 9,8                                                                          | 12,3                                                                         | 12,6                                                                         | 137,4                                                                        |
| Source:                                                                      |                                                                              |                                                                              |                                                                              |                                                                              |                                                                              |                                                                              |                                                                              |                                                                              |                                                                              |                                                                              |                                                                              |                                                                              |                                                                              |

### Byplan
City of Gold Coast består af 81 forstæder og lokaliteter. Mange af dem er etableret på indvundet land (marskland, mangrove og tidevandsområder). Nogle af forstæderne har udstrakte kanalsystemer. De største forstæder efter indbyggertal er Southport, Upper Coomera, Robina, Surfers Paradise, Labrador, Nerang og Helensvale.

### Kanaler
Boliger ved kanalerne er et særligt kendetegn for Gold Coast. De fleste kanalboliger har pontoner. Gold Coast Seaway, mellem The Spit og South Stradbroke Island, giver både direkte adgang til Stillehavet fra Broadwater og mange af byens kanalboliger. Bølgebrydere på begge sider af Seaway forhindrer, at åbningen ikke sander til. De overvejende sydøstlige vinde medfører en stor transport af sand mod nord. Det er derfor nødvendigt at pumpe sand fra syd til nord under Seaway, hvorefter sandet så kan fortsætte den naturlige proces.
De første kanaler med boliger i Gold Coast blev bygger i 1950'erne, og udbygningen fortsætter i dag. De fleste kanaler er i forbindelse med Nerang River, men der er også nogle længere mod syd ved Tallebudgera Creek og Currumbin Creek og længere mod nord ved Gold Coast Broadwater, South Stradbroke Island, Coomera River og det sydlige Moreton Bay. Blandt de første kanalområder var Florida Gardens og Isle of Capri, som var under konstruktion, da Gold Coast blev ramt af en stormflod i 1954. Kanalerne Harbour Quays og Riverlinks blev færdiggjort i 2007. Der er mere end 890 kilometer med kanaler med over 80.000 indbyggere.

### Strande
City of Gold Coast har 70 kilometer kystlinje med nogle af de mest populære surf-strande i Australien. De mest kendte er South Stradbroke Island, The Spit, Main Beach, Surfers Paradise, Broadbeach, Mermaid Beach, Nobby Beach, Miami, Burleigh Beach, Burleigh Heads, Tallebudgera Beach, Palm Beach, Currumbin Beach, Tugun, Bilinga, Kirra, Coolangatta, Greenmount, Rainbow Bay, Snapper Rocks og Froggies Beach. Duranbah Beach er en af verdens mest kendte surf-strande og opfattes af mange som hørende til Gold Coast, men den ligger lige på den anden side af grænsen til New South Wales i Tweed Shire.
Der er også strande langs mange af Gold Coasts 860 kilometer floder og kanaler. Blandt de mest populære er Southport, Budds Beach, Marine Stadium, Currumbin Alley, Tallebudgera Estuary, Jacobs Well, Jabiru Island, Paradise Point, Harley Park Labrador, Santa Barbara, Boykambil og Evandale Lake.
Livredning og forvaltning af kysten
Gold Coast har Australiens største professionelle livredningstjeneste som sørger for sikkerheden på de mange strande og oplyser om surf sikkerhed i lokalområdet. Queensland Department of Primary Industries står for Queensland Shark Control Program (SCP), som skal beskytte svømmere mod hajer. Hajer fanges med net eller med lokkemad ud for de populære badestrande. Programmet er kontroversielt, da mange hajer bliver dræbt. Hvis hajer, trods SCP, alligevel kommer indenfor synsvidde vil livreddere få alle de badende op af vandet, hvis der er nogen sikkerhedsrisiko.
Gold Coasts strande har flere gange været udsat for alvorlig erosion. I 1967 fjernede 11 cykloner det meste af sandet fra strandene ved Gold Coast. Queensland hyrede derefter ingeniører fra Delft University i Holland til at rådgive om stranderosion. Delft-rapporten blev offentliggjort i 1971 og foreslog en række tiltag for strandene som Gold Coast Seaway, arbejder ved Narrow Neck, som førte til Northern Gold Coast Beach Protection Strategy og forbiføring af sand ved udmundingen af Tweed River. De fleste af Delft-rapportens anbefalinger er realiseret. Tweed River projektet blev færdigt i 2001, og sand pumpes nu under flodens munding.

## Økonomi
I løbet af 50 år er Gold Coast gået fra at være en lille ferieby til at være Australiens sjettestørste by. Byen er en af Australiens hurtigstvoksende med en gennemsnitlig årlig vækst i perioden 2010 til 2015 på 1.8% mod det nationale gennemsnit på 1.5%. Bruttoregionalproduktet steg fra 9,7 milliarder AUD i 2001 til 15,6 milliarder AUD i 2008, en stigning på 61%. Med mere end 11 millioner besøgende årligt er turisme, med deraf følgende byggeri og detailhandel, fundamentet for byens økonomi. De senere år er der dog sket en diversificering. Lokalregeringen har identificeret ni nøgleområder, som man vil satse på i fremtiden: marineindustri, uddannelse, informationsteknologi, kommunikation, fødevarer, turisme, kreativ industri, miljø og sportsindustri. Gold Coast Citys arbejdsløshed (5,6%) er lidt under det nationale niveau (5,9%).
Southport blev i 2013 udpeget som Gold Coasts forretningscentrum og et prioriteret udviklingsområde af Queenslands delstatsregering.

### Turisme
Over 11 millioner turister besøger Gold Coast hvert år. I 2015 var der 861.000 internationale gæster, 3.329.000 indenlandske, overnattende gæster og 7.427.000 daggæster. Turisme er regionens største indtægtskilde, som direkte bidrager med mere end 4,4 milliarder AUD til økonomien hvert år og står for 1 ud 4 af jobs i byen. Der er omkring 65.000 hotelsenge, 60 kilometer strande, 600 kilometer kanaler, 100.000 hektar naturreservat, 500 restauranter, 40 golfbaner og 5 større temaparker i byen. Flere temaparker er på planlægningsstadiet.
I 2005 åbnede Q1, som med en højde på 322,5 meter dengang var verdens højeste beboelsesbygning. Den har siden været et populært turistmål. Den har et observationsdæk på 77. etage i 230 meters højde, hvorfra der er udsigt til Brisbane og Byron Bay.
En anden populær turistattraktion er de såkaldte Surfers Paradise Meter Maids, som siden 1965 har været en institution i Gold Coast. Det er letpåklædte piger, som fylder mønter i parkometerne for bilister, der ikke har betalt. Det blev startet af en lokal forretningsmand for at give et positivt spin på nye parkeringsregler. Til trods for nye parkeringsssystemer og megen kritik for at repræsentere et nedladende kvindesyn er der stadig Meter Maids i Gold Coast.
Gold Coast Airport har flyforbindelser til mange destinationer i hele Australien, som betjenes af Jetstar, Virgin Australia og Tiger Airways. Internationalt er der forbindelser til Japan, New Zealand, Singapore og Malaysia med flyselskaber som Flyscoot, Jetstar, Qantas, Air New Zealand, Virgin Australia og Airasia X. Brisbane Airport ligger mindre end en times kørsel fra det centrale Gold Coast, og der er også direkte togforbindelser.

### Filmproduktion
Gold Coast har en betydelig filmproduktion og har stået for omkring 75% af al filmproduktion i Queensland siden 1990'erne med en omsætning på omkring 150 millioner AUD om året. Gold Coast har Australiens tredjestørste filmproduktion efter Sydney og Melbourne.
En række større film er optaget i Gold Coast: Scooby Doo (2002), House of Wax (2005), Superman Returns (2006), Unbroken (2014), The Inbetweeners 2 (2014), San Andreas (2015) Pirates of the Caribbean: Salazar's Hævn (2017), Kong: Skull Island (2017), Thor: Ragnarok (2018), Pacific Rim: Uprising (2018) og Aquaman (2018).
Village Roadshow Studios ligger ved siden af Warner Bros Movie World Theme Park i Oxenford. Filmstudierne består af ni lydscener, produktionslokaler, editeringsrum, værksteder og tre vandbassiner. Med et samlet sceneareal på 15.380 m2 er det de største filmstudier syd for ækvator. Queenslands regering støtter aktivt film- og tv-produktion og giver både finansiel og ikke-finansiel støtte igennem Pacific Film and Television Commission.

## Demografi
Gold Coasts befolkningsudvikling kan ses i de to nedenstående tabeller. I den første er befolkningstallet opdelt på det gamle City of Gold Coast (Southport/Coolangatta, South Coast, Gold Coast) og Shire of Albert. Shire of Abert omfattede Logan City før 1978. Den anden tabel er for det nye City of Gold Coast, som først blev dannet i 1995 (tallet for 1991 er taget fra den første tabel). Tallene afslører at Gold Coasts vækst er dæmpet en del siden 1990'erne.
| År   | Indbyggere (Gold Coast) | Årlig vækst (%) | Indbyggere (Albert) | Årlig vækst (%) |
| ---- | ----------------------- | --------------- | ------------------- | --------------- |
| 1933 | 6,046                   | N/A             |                     |                 |
| 1947 | 13,888                  | 6.12            |                     |                 |
| 1954 | 19,807                  | 5.20            |                     |                 |
| 1961 | 33,716                  | 7.90            |                     |                 |
| 1966 | 49,481                  | 7.97            | 6,437               | -               |
| 1971 | 66,697                  | 6.15            | 10,165              | 9.57            |
| 1976 | 87,510                  | 5.58            | 24,268              | 19.01           |
| 1981 | 117,824                 | 6.13            | 54,870              | 17.72           |
| 1986 | 130,304                 | 2.03            | 92,766              | 11.07           |
| 1991 | 157,857                 | 3.91            | 143,697             | 9.15            |

| År   | Indbyggere | Årlig vækst (%)          |
| ---- | ---------- | ------------------------ |
| 1991 | 301,554    | 6.21                     |
| 1996 | 375,175    | 4.47                     |
| 2001 | 441,736    | 3.32                     |
| 2006 | 507,876    | 2.83                     |
| 2011 | 494,501    | Beenleigh bliver udskilt |
| 2016 | 551,721    | 2.49                     |

## Kultur
Kulturen i Gold Coast er præget af byens hurtige udvikling, og den traditionelle markedsføring af byen, der handler om 'sun, sand, surf and sex.' 
Til trods for dette er der tegn på en spirende lokalkultur (som for eksempel omkring surfing) i geografiske lommer og en bredere 'Gold Coaster' identitet, som er præget af turistindustrien og ejendomsmæglernes markedsføring. Gold Coast har kulturaktiviteter, der henvender sig til såvel turister som lokale.

### Musik
Det regionale symfoniorkester Northern Rivers Symphony Orchestra dækker også Gold Coast. Musikerne Cody Simpson og Ricki-Lee Coulter kommer fra Gold Coast. En af de største årlige begivenheder er Blues on Broadbeach Festival.

### Kunst
The Arts Centre Gold Coast i Evandale er Gold Coasts vigtigste kultursted for film, scenekunst og billedkunst med et teater, to biografer og galleri. Teatret har haft forestillinger med Mariinskijballetten, Australian Ballet Company og Queensland Ballet. Der vises regelmæssigt musicals, teater og forskellige andre forestillinger. Et nyt kultursted Gold Coast Cultural Precinct er under opførelse, og første fase skal stå færdigt, når byen skal være vært for Commonwealth Games i 2018.

### Sport
Gold Coast er repræsenteret i to af de nationale turneringer med følgende hold:
| Team name         | Competition                | Sport             | Years     |
| ----------------- | -------------------------- | ----------------- | --------- |
| Gold Coast Titans | National Rugby League      | Rugby league      | 2007 – nu |
| Gold Coast Suns   | Australian Football League | Australsk fodbold | 2011 – nu |

Rugby League-holdet Burleigh Bears spiller i Queensland Cup og har vundet to mesterskaber (1999 og 2004)
Populære rekreative aktiviteter i Gold Coast omfatter surfing, fiskeri, cykling, sejlads og golf. Gold Coast området har adskillige golf linksbaner som Hope Island, Sanctuary Cove og The Glades.
De vigtigste sportsanlæg er Carrara Stadium, Carrara Indoor Sport Centre, Nerang Velodrome, Robina Stadium og Sports Super Centre. Gold Coast Convention and Exhibition Centre bruges også til sportsarrangementer.
Fem gange verdensmester i Grand Prix motorcycle racing Mick Doohan er født i Gold Coast.
Tidligere World Wrestling Entertainment udøver Nathan Jones kommer fra Gold Coast, lige som den olympiske guldvinder, svømmeren Grant Hackett, vinderen af US Open i 2011, tennisspilleren Samantha Stosur og olympisk guldvinder, hækkeløberen Sally Pearson.

### Årlige begivenheder
Magic Millions er en stor hesteauktion med internationale opkøbere som afholdes hvert år en uge i januar. Under auktionen afholdes også Magic Millions Raceday i Gold Coast Turf Club, som med en samlet præmiesum på 10 millioner AUD (2018), er en af Australiens største hestevæddeløbsdage.
Chinatown, Gold Coast, som ligger i Southport, fejrer det kinesiske nytår (januar eller februar) i hele byen.
Gold Coast er hvert år, typisk i marts, vært for en afdeling af ASP World Tour, hvor verdens bedste surfere konkurrerer i Quiksilver Pro (mænd) og Roxy Pro (kvinder) i Coolangatta.
I juni afholdes festivallen Cooly Rocks On i Coolangatta. Det er en 2 uger lang nostalgi-festival med 1950'erne og 1960'erne som tema. Festivallen er gratis og blandt attraktionerne er hot rods, renoverede biler og bands som spiller musik fra perioden.
I juli deltager mere end 25.000 atleter fra hele verden i Gold Coast Marathon. Det er den største årlige sportsbegivenhed i Gold Coast målt på antal deltagere. Ud over den klassiske marathondistance er der også en række andre distancer.
Gold Coast 600 er et motorløb, som afvikles årligt, normalt i oktober. Løbet foregår i gaderne i Surfers Paradise og Main Beach. Hovedattraktionen er V8 Supercars .
I slutningen af november til starten af december tager tusindvis af afgangselever fra skoler i hele Australien til Gold Coast til 'Schoolies', som er to uger med fester i hele Surfers Paradise, arrangeret af City of Gold Coast . Festlighederne bliver ofte kritiseret både nationalt og lokalt for druk og vold, selv om myndighederne gør en stor indsats for, at få dem afviklet sikkert for alle deltagere.

### Medier
Trykte medier
Den lokale avis er The Gold Coast Bulletin, som udgives af News Corporation. Aviser fra Brisbane, Sydney, Melbourne, Adelaide og byer i det nordlige New South Wales som Tweed Heads og Lismore kan også købes i Gold Coast. Surfermagasinet Australia's Surfing Life, som dækker hele Australien, udgives af Morrison Media i forstaden Burleigh Heads.
Fjernsyn
Gold Coast ligger på grænsen mellem de to licensområder Brisbane og Nordlige New South Wales. Brisbanes vigtigste kanaler er Sevens BTQ, Nines QTQ og Tens TVQ, mens det i det Nordlige New South Wales er Prime7's NEN, Nines NBN Television og WIN Televisions Ten Northern NSW. ABC og SBS kan også ses i hele Gold Coast. Derudover er der mulighed for betalings-tv fra Foxtel.
Både Nine og Seven producerer lokale Gold Coast nyhedsudsendelser.
I 2017 blev det annonceret, at Gold Coast skal være vært for The Logie Awards de næste 4 år.
Radio
Der er talrige radiostationer i Gold Coast: ABC, kommercielle stationer og lokalstationer.
Nogle af de mere kendte er 92.5 Gold FM, 90.9 Sea FM, Hot Tomato, Rebel FM, The Breeze, 94.1FM, Juice107.3, Radio Metro og 4CRB. Der er også en række kanaler, der sender til mere snævre målgrupper som Raw FM and Vision Radio.
91.7 ABC Gold Coast er den lokale ABC station i Gold Coast, som komplementeres af ABC's nationale radiokanaler som Triple J, ABC Radio National, ABC NewsRadio og ABC Classic FM.

## Administration
Byen Gold Coast er en del af lokalregeringsområdet City of Gold Coast, som er Australiens næststørste efter City of Brisbane. Den har sin oprindelse i to lokalregeringsområder, som opstod ved valget 10. juni 1949: Town of the South Coast, der var en sammenlægning af Town of Coolangatta, Town of Southport og en del af Shire of Nerang samt Shire of Albert, som omfattede en stor del af omgivende områder. 23. oktober 1958 blev South Coast omdøbt til Gold Coast, og 16. maj 1959 fik den status som 'City'. Det nutidige City of Gold Coast blev dannet i 1995, da den eksisterende City of Gold Coast blev lagt sammen med Shire of Albert. I 2008 blev City of Gold Coast reduceret lidt i størrelse, da Queensland restrukturerede lokalregeringsområderne, og Beenleigh og Eagleby nord for Albert River blev udskilt og tilføjet til Logan City Council. Lokalregeringen i City of Gold Coast har 14 rådsmedlemmer, som repræsenterer hver deres distrikt. Borgmesteren bliver valgt direkte af alle byens borgere. Den nuværende, forretningsmanden Tom Tate, blev valgt første gang til borgmester i 2012 og genvalgt i 2016. Tidligere borgmestre omfatter Ron Clake, Gary Baildon, Lex Bell, Ray Stevens, Ern Harley og Sir Bruce Small, som var ansvarlig for udviklingen af de mange kanalboliger.
Gold Coast området er repræsenteret med 11 medlemmer i Queenslands Lovgivende Forsamling. Medlemmerne er valgt i hver deres sæde: Bonney, Broadwater, Burleigh, Coomera, Currumbin, Gaven, Mermaid Beach, Mudgeeraba, Southport, Surfers Paradise og Theodore. Til de føderale valg til Repræsentanternes Hus er Gold Coast delt i tre distrikter: Fadden (nord), Moncrieff (midt) og McPherson (syd). Nogle af de vestlige dele af City of Gold Coast er del af Forde, som strækker sig til de ydre, sydlige dele af Brisbane.
Historisk har Gold Coast stemt konservativt. Det var en bastion for National Party of Australia de første tre årtier efter 2. verdenskrig, men den stigende urbanisering har gjort, at de Liberale nu har overtaget den rolle. Det australske arbejderparti, Labor, har historisk kun klaret sig godt omkring Labrador og Coolangatta. Kun et enkelt labor medlem har repræsenteret en væsentlig del, af det der er City of Gold Coast, i det føderale parlament siden 1949. På delstatsniveau har Labor klaret sig bedre i Gold Coast siden årtusindskiftet, men ved delstatsvalget i 2012 vandt Liberal National Party alle sæder i Gold Coast. I 2015 vandt de Liberale igen alle sæder i Gold Coast.
Southport Courthouse er byens vigtigste domstol. Den har jurisdiktion til at dømme i mindre forbrydelser og civile søgsmål op til 250.000 AUD. Større forbrydelser og civile søgsmål over 250.000 AUD bliver behandlet ved Supreme Court of Queensland i Brisbane. Der er også flere Magistrates Courts, som er det laveste niveau i Queenslands retssystem.

## Uddannelse

### Universiteter
Der er to større universiteter i Gold Coast – Bond University i Robina og Griffith University i Southport. Southern Cross University og Central Queensland University har også mindre campus-områder i Gold Coast. Den erhvervsfaglige uddannelsesinstitution TAFE har fem campus-områder i Southport, Ridgeway (Ashmore), Benowa, Coomera og Coolangatta.

### Skoler
Der er mere end 100 grund- og sekundærskoler, både offentlige og private, i Gold Coast. Blandt de mere kendte er Queensland Academy for Health Sciences med strenge adgangsprøver, den private drengeskole The Southport School og den ligeledes private pigeskole St Hilda's School. Den ældste offentlige skole er Southport State High School fra 1916.

## Infrastruktur

### Vejnet
Bilen er det dominerende transportmiddel i Gold Coast. Mere end 70% bruger bilen som eneste transportmiddel til arbejde. Flere større veje forbinder Gold Coast med Brisbane, New South Wales og de omliggende områder. Pacific Motorway (M1) er den vigtigste motorvej. Den udgår fra Logan Motorway (M6) i Brisbane og går gennem det indre af Gold Coast-regionen og slutter sig til Pacific Highway tæt på grænsen mellem New South Wales og Queensland nær Tweed Heads. Gold Coast Highway forbinder forstæderne langs kysten som Surfers Paradise, Southport og Burleigh Heads. Den starter ved Pacific Motorway ved Tweed Heads og løber langs kysten til Labrador, hvor den drejer ind i lander og går ud i Pacific Motorway igen ved Helensvale. Andre vigtige veje er Smith Street Motorway, Reedy Creek Road, Nerang–Broadbeach Road og Bermuda Street.

### Jernbane
Offentlig transport i Gold Coast udgøres af busser, jernbane og letbane.
Gold Coasts letbane kaldes G:link. Det er en 13 kilometer lang linje mellem Gold Coast University Hospital og Broadbeach, der forbinder nøglesteder som Southport ogand Surfers Paradise. Letbanen åbnede i 2014 og en 7,3 kilometer forlængelse fra Gold Coast University Hospital til Helensvale railway station er planlagt til at åbne før Commonwealth Games i 2018.
Queensland Rail opererer en jernbaneforbindelse mellem Brisbane og Gold Coast (Gold Coast railway line). Fra Brisbane følger den samme rute som Beenleigh railway line, men fortsætter efter Beenleigh af næsten samme rute som Pacific Motorway med stationer i Ormeau, Coomera, Helensvale, Nerang og Robina før den stopper ved Varsity Lakes. Der er forslag om en forlængelse til Coolangatta og Gold Coast Airport.

### Busser
Gold Coasts vigtigste operatør af den offentlige busdrift er Surfside Buslines. Det er en del af Queenslands TransLink initiativ, som koordinerer den offentlige transport i Brisbane og omliggende områder. Størstedelen, af de busruter Surfside opererer, er langs Gold Coast Highway. Der er mange afgange om dagen, med intervaller helt ned til 5 minutter mellem Southport og Burleigh Heads.

### Lufthavn
Gold Coast Airport ligger i Coolangatta omkring 22 kilometer syd for Surfers Paradise. Der er forbindelser til delstatshovedstæderne og større byer i Australien, større byer i New Zealand, Malaysia, Japan og Singapore.

### Electricitet
Elektriciteten til Gold Coast leveres af Powerlink Queensland fra forsyningsstationer, der er knyttet til det nationale australske energimarked. Energiselskabet Energex, der er ejet af delstaten Queensland, distribuerer og sælger elektricitet, naturgas og flydende petroleumsgas til private boliger, industri og firmaer i det sydøstlige Queensland.

### Vandforsyning
Hinze Dam 15 kilometer sydvest for Nerang er Gold Coasts vigtigste vandforsyning. Little Nerang Dam, som har afløb til Hinze Dam, fungerer som supplement. En anden vigtig kilde til vandforsyning er afsaltningsanlægget Tugun Desalination Plant, der stod færdigt i 2010. Vandforsyningen ejes af delstaten Queensland. City of Gold Coast står for distributionen af vandet.